# وقف (استان قنا)
وقف نام شهر و شهرستانی در استان قنا مصر است.